# Möhlau
Möhlau là một đô thị thuộc huyện Wittenberg, bang Saxony-Anhalt, Đức.